# Poultney (condado de Rutland, Vermont)
Poultney es una villa ubicada en el condado de Rutland en el estado estadounidense de Vermont. En el año 2010 tenía una población de 1,612 habitantes y una densidad poblacional de 948 personas por km².

## Geografía
Poultney se encuentra ubicada en las coordenadas 43°31′3″N 73°14′8″O / 43.51750, -73.23556.

## Demografía
Según la Oficina del Censo en 2000 los ingresos medios por hogar en la localidad eran de $27,143 y los ingresos medios por familia eran $37,857. Los hombres tenían unos ingresos medios de $30,074 frente a los $24,063 para las mujeres. La renta per cápita para la localidad era de $13,114. Alrededor del 15.8% de la población estaban por debajo del umbral de pobreza.